# Peter Scholze

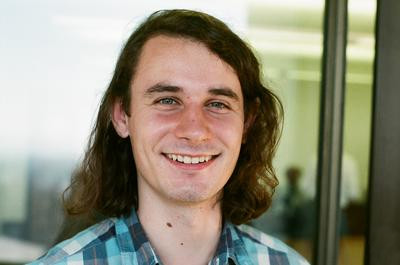
Peter Scholze (foto: George M. Bergman, 2014)

Peter Scholze (Dresden, 11 december 1987) is een Duits wiskundige en hoogleraar. Hij doet onderzoek op het raakvlak van getaltheorie en algebraïsche meetkunde. In 2018 kreeg hij de Fieldsmedaille.

## Biografie
Scholze werd geboren in Dresden en groeide op in Berlijn als zoon van een natuurkundige en een informaticus. Hij ging naar een middelbare school in Berlijn die zich toelegd op wiskunde en wetenschappen. Hij deed vier keer mee aan de Internationale Wiskunde Olympiade waarvoor hij de eerste keer een zilveren, vanaf 2005 een gouden medaille won. Bij het winnen van die eerste gouden medaille liet hij weten dat hij hoogleraar wiskunde wilde worden. Hij haalde zijn bachelordiploma in anderhalf jaar aan de universiteit van Bonn, zijn master na een jaar. Hij promoveerde te Bonn bij Michael Rapoport in 2012 op Perfectoid Spaces, een begrip dat hijzelf ingevoerd heeft. Kort na zijn promotie werd hij in 2012 benoemd tot gewoon hoogleraar aan zijn alma mater. Daarmee werd hij de jongste benoemde hoogleraar in Duitsland ooit, op 24-jarige leeftijd. 
Sinds 2018 is hij één van de directeur van het Max Planck Institute for Mathematics.
Scholze is getrouwd  en heeft een kind.

## Prijzen en onderscheidingen
Op 1 augustus 2018 kreeg hij de Fieldsmedaille. Het was overigens bepaald niet zijn eerste grote prijs, want zijn eerste won hij in 2012: de Cours Peccot.

## Werk
Zijn werk focust op lokale aspecten van aritmetische meetkunde, zoals meetkunde over de p-adische lichamen en toepassingen daarvan. Hij heeft op een meer beknopte manier het fundamentele werk van een aantal andere wiskundigen voorgesteld, onder andere van Gerd Faltings, Jean-Marc Fontaine en  Kiran Kedlaya. Scholze leverde als 22-jarige student een nieuw bewijs voor de lokale Langlandscorrespondentie. Dit bewijs werd in 2000 eerst geleverd door Guy Henniart, Michael Harris en Richard Taylor. Scholze kon het complexe en 288 pagina's lange bewijs aanzienlijk compacter voorstellen in 37 pagina's. In zijn proefschrift voerde hij het begrip perfectoid spaces in, wat toelaat om bij getaltheoretische vragen om te 'schakelen' tussen lichamen met gemengde karakteriek en deze met positieve karakteristiek. Dit was ook de techniek die hij gebruikte in de lokale Langlandscorrespondentie. Als term is perfectoid spaces samengesteld uit de woorden 'perfect' en 'affinoid'. Deze techniek veralgemeent een stelling van Jean-Pierre Wintenberger en Jean-Marc Fontaine uit 1979 en benut de adische ruimtes van Roland Huber. Een toepassing is in de p-adische Hodgetheorie. Er zijn ook toepassingen bij andere problemen, zoals bij Shimura-variëteiten en Rapoport-Zink ruimtes.
Samen met Bhargav Bhatt ontwikkelde hij prismatic cohomology. Deze nieuwe cohomologietheorie unificeert een aantal andere cohomologietheorieën. De benaming prismatic is deels een verwijzing naar de hoes van het album The Dark Side of the Moon. 
In 2018 stelden Scholze en Jakob Stix een rapport voor, waarbij ze stellen dat ze een 'onherstelbare' fout vonden in één van Shinichi Mochizuki's vier preprints uit 2012, waarin Mochizuki een poging tot een bewijs voor het abc-vermoeden presenteert.
Samen met Dustin Clausen heeft hij in 2019 de gecondenseerde wiskunde voorgesteld. Dit is een algebraïsch alternatief voor de topologie. Het vervangt de categorie van de topologische ruimtes door de meer algebraïsche categorie van de gecondenseerde verzamelingen. Een deelgebied van gecondenseerde wiskunde is de liquide wiskunde. Het doel van de liquide wiskunde is om de categorische methoden uit de homologische algebra te kunnen gebruiken in de functionaalanalyse, als een alternatieve nuttige taal voor analytische vragen die dicht bij de algebraïsche meetkunde aanleunen.
In 2020 gaf hij via een blogpost op het Xenaproject een uitdaging om de hoofdstelling van de liquide vectorruimtes met de computer formeel te verifiëren. Van deze stelling hing af of condensed mathematics wel of niet met succes toegepast kon worden op de functionaalanalyse. De naam van dit project is Liquid Tensor Experiment, een woordspeling die verwijst naar de progressieve rockgroep Liquid Tension Experiment. Dit project werd met succes voltooid op 14 juli 2022, waarbij men erin slaagde om de hoofdstelling te verifiëren. Dit resultaat was het werk van een grote groep mensen uit de gemeenschap rond de Lean-bewijsassistent. Het project werd geleid door de Nederlandse wiskundige Johan Commelin.